# Jakob Adlung
Jakob Adlung, o Adelung (Bindersleben, 14 gennaio 1699 – Erfurt, 5 luglio 1762), è stato un organista e teorico della musica tedesco.
Studiò a Erfurt e a Jena. Nel 1727 succedette come organista a Johann Heinrich Buttstett nella chiesa luterana Predigerkirche di Erfurt e, a partire dal 1741, insegnò nel locale gymnasium.
Fu anche un costruttore di strumenti musicali.

### Opere
- 1758 – Anleitung zu der musikalischen Gelehrtheit (Avviamento all'istruzione musicale)
- 1768 – Musica mechanica organoedi
- 1768 – Musikalisches Siebengestirn (Le Pleiadi musicali)